# 玉国光男
玉国 光男（たまくに みつお、1948年4月3日 - ）は、前山口県立宇部商業高等学校野球部監督。現在は総監督。山口県出身。

## 来歴
宇部商業高校では、1966年の第38回選抜高等学校野球大会に二塁手、主将として出場。エース三原義昭（松下電器）の好投もあり準決勝に進むが、中京商と延長15回、大会史上最長となる4時間35分の熱戦の末にサヨナラ負け。中京商は同年に春夏連覇を果たす。同年の第一次ドラフト会議で西鉄ライオンズより9位指名を受けるも入団拒否。
高校卒業後は鐘淵化学野球部を経て1969年より郷里の協和発酵宇部工場に勤務。1975年秋に母校・宇部商の監督に就任。1985年の全国高等学校野球選手権大会では準優勝、2005年の同大会ではベスト4の成績を残した。球史に残る劇的な試合を甲子園で数多く演出しており、「ミラクル宇部商」の異名をとる同校の立役者でもある。
同監督の下ではサウスポーのエースを擁して全国大会に進出することが多く、1985年の田上昌徳（新日鉄光・4勝）、1988年の木村真樹（日本石油-新日鉄光-新日鉄八幡・5勝）、1990・1991年の金藤本樹（福岡大-NTT中国・4勝）、1995年の三分一政孝（日本文理大・1勝）、2005年の好永貴雄（西濃運輸・5勝）と甲子園通算24勝のうち19勝を左腕投手で記録している。勝利投手にこそなっていないものの、1998年に小柄な体ながらドラマチックな試合（後述）を演じた藤田修平も左腕だった。
2006年7月31日に勇退が発表され、後任監督には、野球部副部長だった中富力（宇部商在学中は捕手として、後にプロ野球で投手・審判として活躍する秋村謙宏とバッテリーを組んだ）が就任した。

## 甲子園での成績
- 春：出場5回・5勝5敗　ベスト8　1回（1988年）
- 夏：出場12回・19勝11敗・準優勝1回（1985年）ベスト4　1回（2005年）ベスト8　2回（1983年　1988年）
- 通算：出場16回・24勝16敗・準優勝1回

### 宇部商の劇的な試合
- 83年夏2回戦　6－5帝京（東東京）

4－5の1点ビハインドで迎えた9回裏、無死一塁の場面で強攻策をとり、前の打席でも本塁打を放っている浜口大作の逆転サヨナラ2ランで決着（浜口は2打席連続本塁打を記録）。これが玉国監督の甲子園初勝利であった。
- 85年夏準々決勝　5－3鹿児島商工＝現・樟南（鹿児島）

鹿児島商工は宇部商の先発左腕田上の立ち上がりをとらえ1回裏に3点先取。2回裏も無死一二塁と攻め立てる。ここで宇部商はリリーフに右腕の古谷を投入。甲子園初登板ながら古谷はこのピンチを抑えると、打線は藤井のホームランなどで反撃し追いつき、9回には佐藤、田処のタイムリーで勝ち越した。結局古谷は最後まで鹿児島商工を無失点に抑え見事に勝利をもたらした。
試合後、鹿児島商工監督は「なぜ控えにあんな良い投手がいるのでしょうか？」と悔しさをあらわにしていた。
- 85年夏準決勝　7－6東海大甲府（山梨）

2－6とリードされた7回裏に藤井進の同点3ラン（この時点で藤井は3試合連続本塁打の大会タイ記録・1大会4本塁打の大会新記録だった）などで6－6とし、9回裏一死満塁から桂のサヨナラ打で決勝進出を決める。宇部商は準々決勝同様に前半田上が打ち込まれリードを許したが、リリーフ古谷が1失点の好投をみせ味方打線の反撃を呼び込んだ
- 85年夏決勝　3－4PL学園（大阪）

当時最強と言われた桑田、清原の「KKコンビ」擁するPL学園と死闘を繰り広げた。この試合でPL学園の清原に2本塁打を浴び、清原は1大会5本塁打の大会新記録を樹立した。またエース番号を背負いながら登板機会の無かった田上は悔しさから試合後ひとり号泣していた。
- 88年春2回戦　3－2堀越（（西東京）

1点を追う9回表二死ランナー無しから代打小松が四球を選び、すかさず二盗。続く1番坂本雄が同点タイムリーを放ち延長突入。12回表先頭の坂本が二塁打で出塁、バントで送って3番田村のタイムリーで勝ち越し。裏のピンチもエース木村が踏ん張り勝利。大活躍の坂本は次戦でさらに劇的な活躍をすることとなる。
- 88年春3回戦　2－1中京＝現・中京大中京（愛知）

中京のエース木村龍治（元巨人）に対し9回表1死まで一人の走者も出すことができず、球場内に完全試合への期待が高まり始めていたが、9回表一死から西田のヒットでそれを阻止すると、その後二死二塁から1番坂本の逆転2ランが飛び出し、一気に試合をひっくり返してしまった。
坂本雄はこの逆転ツーランが公式戦の初本塁打。
しかし、翌日の宇和島東との準々決勝では最終回に2点のリードをひっくり返されての逆転サヨナラ負け。
一夜にして悲劇を味わう結果に。
- 88年夏3回戦　4－2東海大甲府（山梨）

1－2で迎えた9回表、一死二、三塁とチャンスをつくり、1年生代打宮内洋（元横浜）のバックスクリーンへの3ランで逆転勝ち。9回にビハインドの展開での「代打逆転本塁打」は永い甲子園の歴史の中でもこの1本だけである。
- 90年夏2回戦　8－4渋谷（大阪）

終盤に点の取り合いになり、4－4のまま試合は延長へ。迎えた10回表、二死満塁から松本謙吾がレフトにグランドスラムをたたき込み、試合を決めた。
松本謙吾はこの大会で3試合連続本塁打の大会タイ記録を樹立している。
- 95年春1回戦　10－9桐蔭学園（神奈川）

前年秋の関東大会覇者で優勝候補筆頭と称されていた桐蔭学園に初回いきなり6点を先制されるも、5回に福田の2ランなどで一挙6点を挙げて同点に追いつく。その後6－9とされたものの再び9－9に追いつき、9回表に1点を勝ち越し桐蔭を下した。
- 98年夏1回戦　5－2日大東北（福島）

4－2で迎えた6回表、清水夏希の打球はレフトフェンスを直撃。それを捕球しようとした日大東北の左翼手の手がフェンスの下の隙間に挟まっている間に清水は本塁に生還した。左翼手は約10分後に救出されたが、甲子園の思わぬ死角が発見されることとなった。
- 98年夏2回戦　2－3豊田大谷（東愛知）

2－2のまま迎えた延長15回裏、宇部商は無死満塁のピンチを招く。ここで2年生エースの藤田による甲子園史上初の「サヨナラボーク」により激闘の試合に終止符が打たれた。この時ボークを宣告した林球審は今でも「忘れることのできない試合」と語っている。
- 05年夏準々決勝　5－3日大三(西東京)

2－3で迎えた9回表、無死1,2塁から2番打者上村のライトの頭上を越えるタイムリースリーベースで逆転。この回にさらに1点を追加し、5－3としそのまま逃げ切る。
この試合の中の8回裏が終わった時点で応援リーダー（チアリーダー）の何名かはすでに号泣していた。しかし、上村がタイムリーを放った瞬間、表情が一変したという話があり、その場面が「熱闘甲子園」などで放送されていた。